# Magnapinna sp. B
Magnapinna sp. B è una specie non descritta di Calamaro Magnapinna, conosciuta solo attraverso un singolo esemplare immaturo raccolto nell'Oceano Atlantico settentrionale.
Si distingue per via di una pigmentazione epidermica scura, al contrario della pigmentazione cromatofora che si trova solitamente nelle altre specie di Magnapinna.
L'unico esemplare conosciuto di Magnapinna sp. B è un giovane maschio il cui mantello misura 95 mm, conservato nel Museo di Bergen. È stato catturato l'11 luglio 2004, nel Nord delle Azzorre.